# Black Alien
 (octobre 2024).
La mise en forme du texte ne suit pas les recommandations de Wikipédia : il faut le « wikifier ».
Les points d'amélioration suivants sont les cas les plus fréquents. Le détail des points à revoir est peut-être précisé sur la page de discussion.
- Les titres sont pré-formatés par le logiciel. Ils ne sont ni en capitales, ni en gras.
- Le texte ne doit pas être écrit en capitales (les noms de famille non plus), ni en gras, ni en italique, ni en « petit »…
- Le gras n'est utilisé que pour surligner le titre de l'article dans l'introduction, une seule fois.
- L'italique est rarement utilisé : mots en langue étrangère, titres d'œuvres, noms de bateaux, etc.
- Les citations ne sont pas en italique mais en corps de texte normal. Elles sont entourées par des guillemets français : « et ».
- Les listes à puces sont à éviter, des paragraphes rédigés étant largement préférés. Les tableaux sont à réserver à la présentation de données structurées (résultats, etc.).
- Les appels de note de bas de page (petits chiffres en exposant, introduits par l'outil «  Source ») sont à placer entre la fin de phrase et le point final[comme ça].
- Les liens internes (vers d'autres articles de Wikipédia) sont à choisir avec parcimonie. Créez des liens vers des articles approfondissant le sujet. Les termes génériques sans rapport avec le sujet sont à éviter, ainsi que les répétitions de liens vers un même terme.
- Les liens externes sont à placer uniquement dans une section « Liens externes », à la fin de l'article. Ces liens sont à choisir avec parcimonie suivant les règles définies. Si un lien sert de source à l'article, son insertion dans le texte est à faire par les notes de bas de page.
- La présentation des références doit suivre les conventions bibliographiques. Il est recommandé d'utiliser les modèles {{Ouvrage}}, {{Chapitre}}, {{Article}}, {{Lien web}} et/ou {{Bibliographie}}. Le mode d'édition visuel peut mettre en forme automatiquement les références.
- Insérer une infobox (cadre d'informations à droite) n'est pas obligatoire pour parachever la mise en page.

Pour une aide détaillée, merci de consulter Aide:Wikification.
Si vous pensez que ces points ont été résolus, vous pouvez retirer ce bandeau et améliorer la mise en forme d'un autre article.
 (octobre 2024).
Gustavo de Almeida Ribeiro (né le 7 juin 1972), mieux connu sous son nom de scène Black Alien, est un rappeur et compositeur brésilien. Depuis 1993, il crée de la musique dans plusieurs genres, collaborant avec divers artistes, tels que Os Paralamas do Sucesso, Forfun, Fernanda Abreu, Raimundos, Banda Black Rio, Pavilhão 9, Marcelinho da Lua, Dead Fish, Sabotage, entre autres,.

## Projets initiaux

### Speed Freaks
L'une des chansons du groupe, Jah Jah Overall, a été incluse dans la liste des titres de la Revista Trip (numéro 82), publiée en septembre 2000.

### Black Alien & Speed
Une chanson enregistrée par le duo, intitulée "Quem Caguetou", apparaît dans une publicité pour le pick-up Frontier de Nissan. Elle a connu un grand succès en Europe, étant choisie comme la meilleure chanson pour les publicités de l'année. Cette chanson a été remixée par le créateur légendaire du rap Afrika Bambaataa et DJ Fat Boy Slim, et a été réenregistrée aux États-Unis sous le titre "Follow Me, Follow Me".

## Carrière solo
En 2004, Black Alien signe un contrat avec le label Deck Disc et sort son premier album solo, "Babylon by Gus – Vol. 1: O Ano do Macaco". Enregistré en environ un mois, il est toujours considéré par les critiques comme l'un des meilleurs albums de rap du Brésil. Il contient des classiques du rap brésilien comme "Mister Niterói", "Na Segunda Vinda" et "Caminhos do Destino".
En novembre 2012, le lendemain de l'annonce de la reformation de Planet Hemp pour une nouvelle tournée au Brésil, Black Alien a sorti une chanson intitulée "Pra Quem A Carapuça Caiba". Elle contenait des critiques de son temps passé dans le groupe, qu'il considérait comme une période vide de sa vie, où ils prêchaient une chose et en faisaient une autre. Il critique également les entrepreneurs de l'industrie musicale dans la chanson, qu'il appelle des "rats et cafards". Ces critiques sont très subliminales et bien "cachées" dans la chanson, c'est pourquoi ni la production ni les membres de Planet Hemp n'ont commenté. La chanson thème de la web-série animée "Juninho Play e Família" est chantée par Black Alien, composée par Samantha Schmütz et Black Alien, et produite par DJ PG.
En 2017, Black Alien a partagé la scène avec son compatriote rappeur carioca De Leve à São Paulo, au Sesc Pinheiros.
En 2019, il a sorti "Abaixo de Zero: Hello Hell" entièrement produit par Papatinho. En 2019 également, il se confie sur ses difficultés personnelles face à la médiatisation et au jugement d'autrui.

## Discographie

### Albums
- 2004 – Babylon By Gus – Vol. I: O Ano Do Macaco
- 2015 – Babylon By Gus – Vol. II: No Príncipio Era O Verbo
- 2019 – Abaixo de Zero: Hello Hell

### Albums en direct
- 2020 – Babylon By Gus – Vol. I: O Ano do Macaco (Ao Vivo)

### Vidéos
- 2004 – Babylon by Gus – Director: Mauricio Eça e JR Alemão
- 2005 – Caminhos do destino – Director : Raul Machado
- 2005 – Follow me
- 2006 – Como eu te quero – Director: Iuri Bastos
- 2008 – Tranquilo – Marcelinho da Lua
- 2011 – Mister Niterói
- 2019 – Que Nem o Meu Cachorro

### Singles
- 2019 – "Que Nem o Meu Cachorro"
- 2020 – "Chuck Berry"